# Eschscholzia glyptosperma
Eschscholzia glyptosperma es una especie de la familia Papaveraceae.

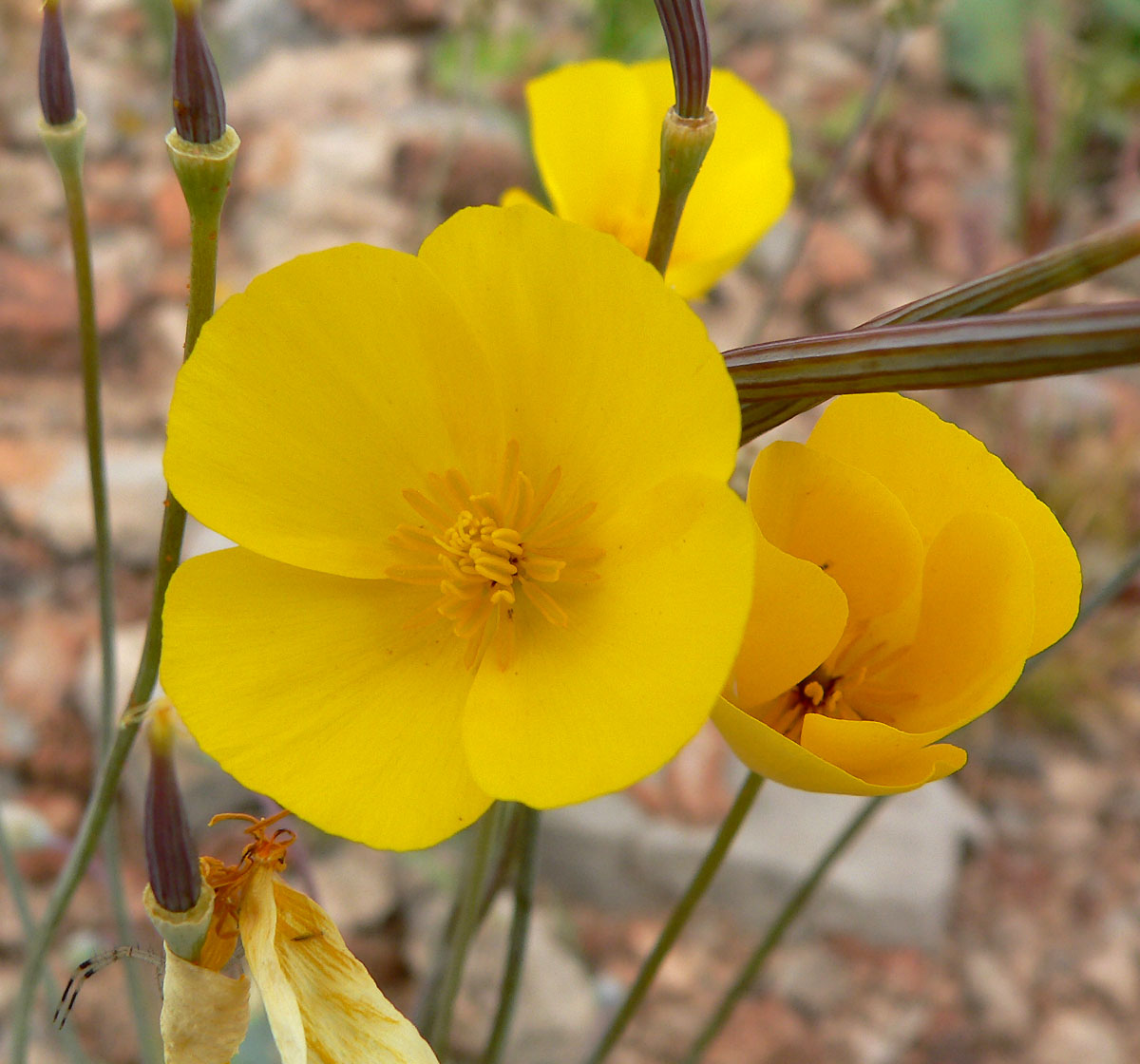
Flores

## Descripción
Es una hierba anual que crece de un parche basal de hojas divididas en segmentos puntiagudos. Produce tallos erectos de hasta unos 25 centímetros de altura, cada uno con una sola flor. La flor en forma de amapola es de color amarillo brillante con pétalos de uno a dos y medio centímetros de largo. El fruto es una cápsula de 4 a 7 centímetros de largo llena de pequeñas semillas de color marrón redondeadas.

## Distribución y hábitat
Es una planta anual con preferencia por arenas lavadas y llanuras abiertas por encima de 1.500 m s. n. m. Es muy común en el Desierto de Mojave y en el de Sonora.

## Taxonomía
Eschscholzia glyptosperma  fue descrita por Edward Lee Greene y publicado en Bulletin of the California Academy of Sciences 1(3): 70. 1885.
Etimología
Eschscholzia: nombre genérico que lleva el nombre del botánico germano báltico Johann Friedrich von Eschscholtz (1793-1831).
Sinonimia
- Eschscholzia paupercula Greene[2]